# Altes Schloss (Lehen)

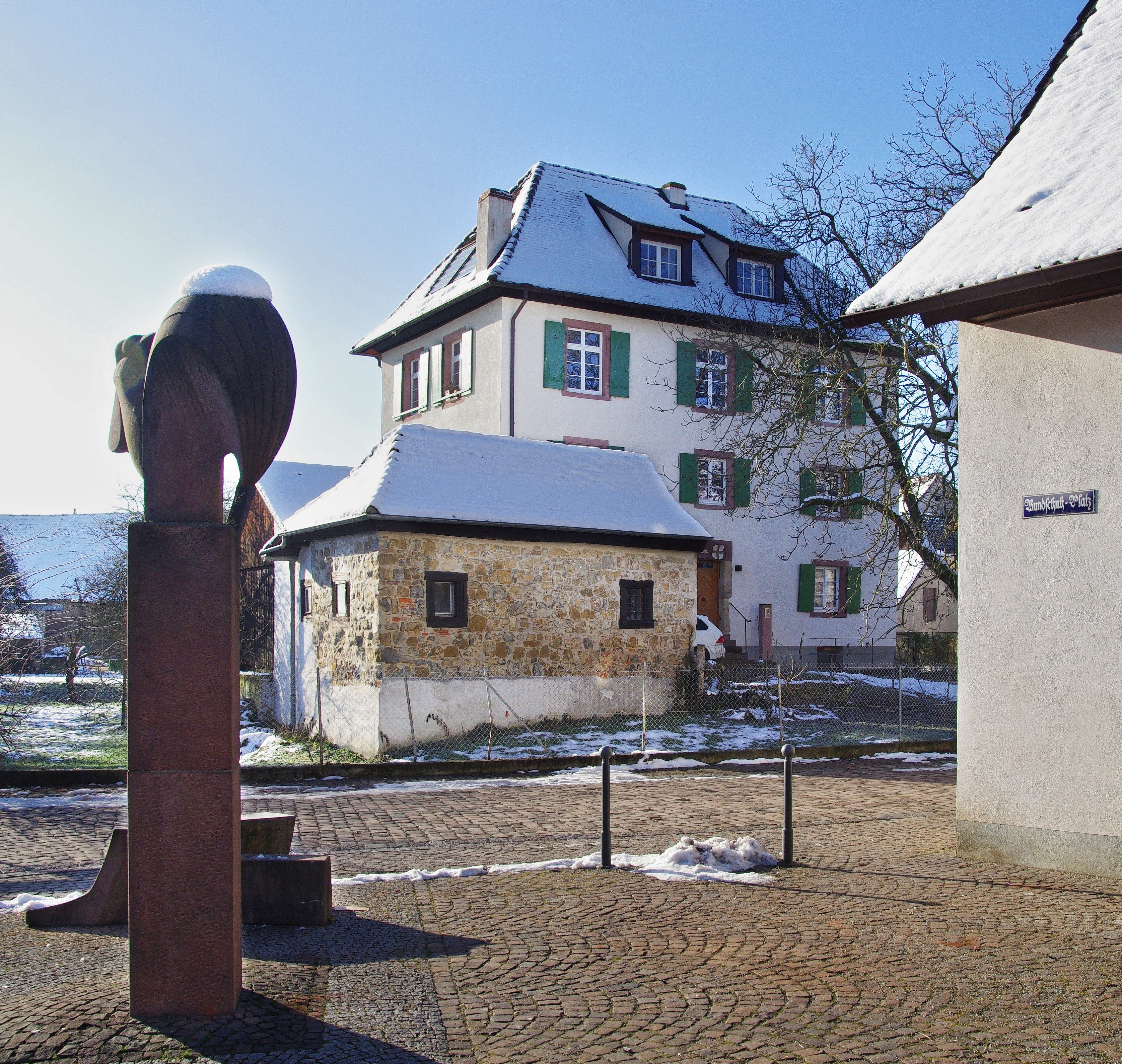
Altes Schloß und Hahn

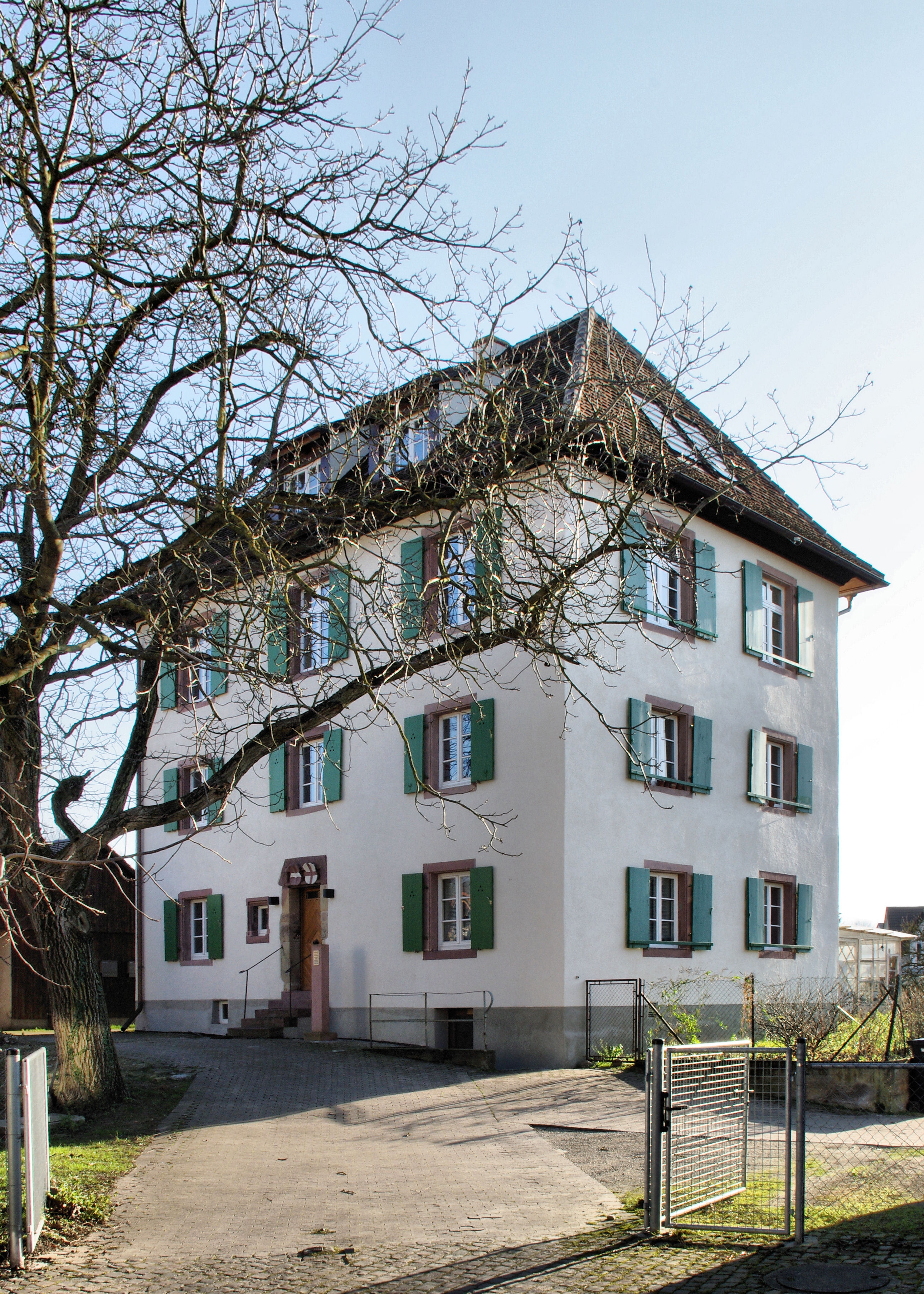
Altes Schloß

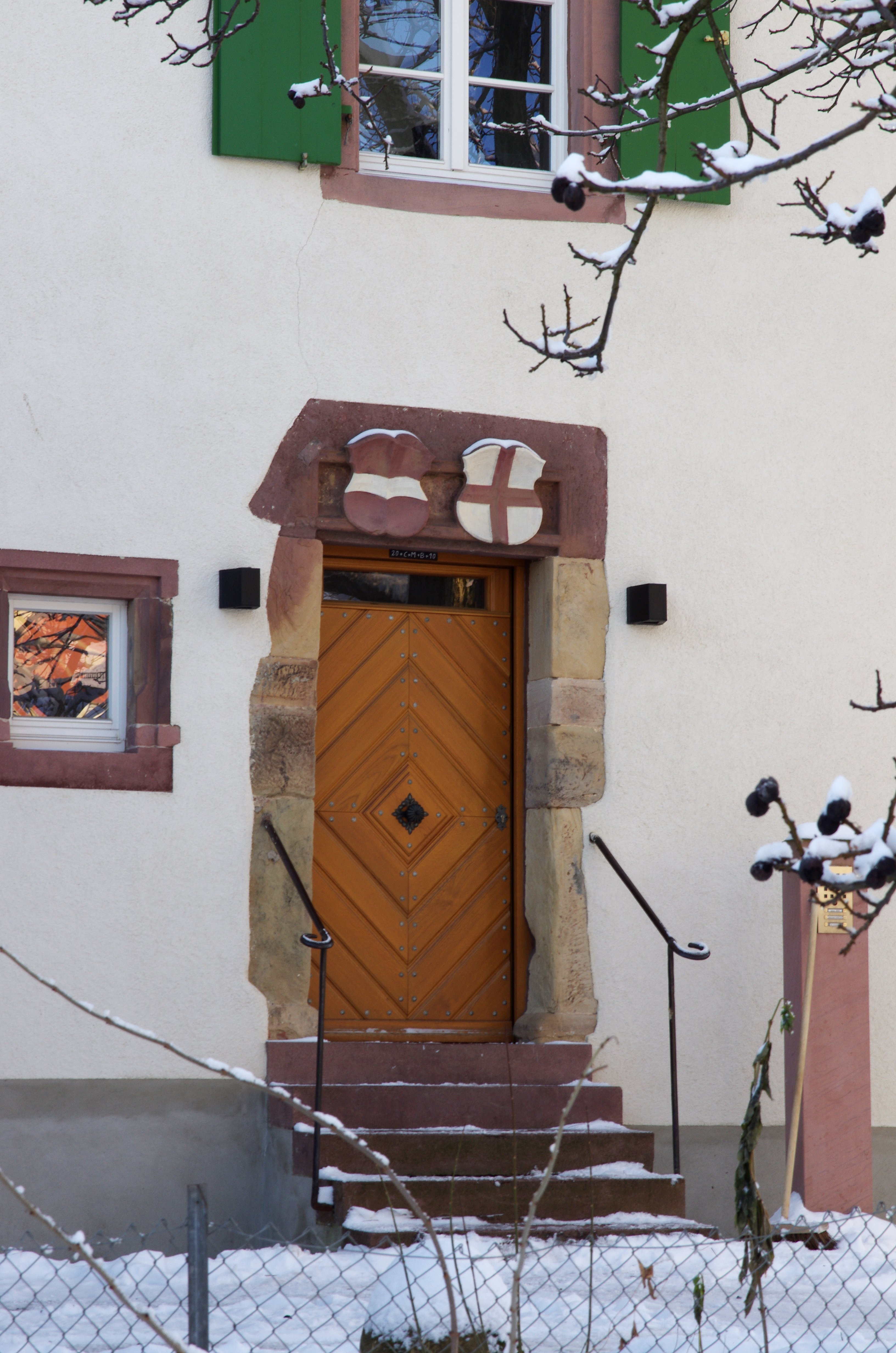
Altes Schloß

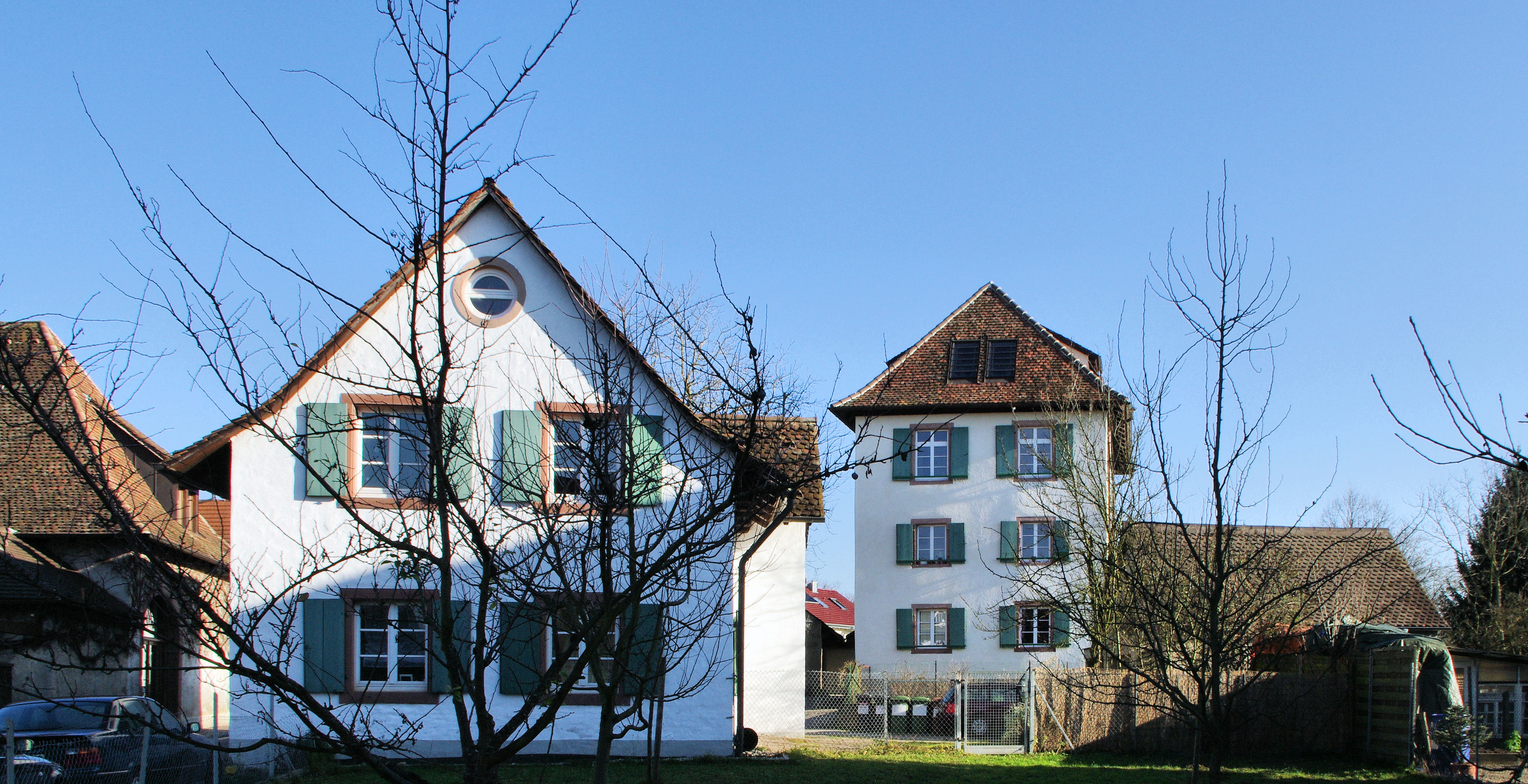
Altes Schloß Ostansicht

Das sogenannte Alte Schloß ist ein befestigter Herrenhof im Freiburger Stadtteil Lehen in der Bundschuhstraße etwa 60 Meter südlich der barocken Kirche St. Cyriak. Der älteste historische Beleg ist aus dem Jahre 1478.

## Geschichte
Neben der nachgewiesenen Nennung des „Curtis zu Leheim“ von 1478, als Jakob Widergrün von Staufenberg das Dorf Lehen nebst Weiherhaus vom Erzherzog Sigismund als österreichisches Lehen erhielt, ist es allerdings wahrscheinlich das eine Bezeichnung Haus aus dem Jahre 1427 sich ebenfalls darauf bezieht dort gab Herzog Friedrich von Österreich dem Heinrich Bangergeben aus Freiburg zu Lehen mit Haus Gericht und Geseß. Wer das Wasserschloss erbaut hat, ist nicht nachvollziehbar. Es ist wahrscheinlich, dass es aus nachzähringischer Zeit stammt, da es nicht zur Bildung eines Ortsadels im 11. und 12. Jahrhundert kam. Nach den Widergrüns war das Schloss im Besitz von Balthasar von Blumeneck in dessen Zeit im Jahre 1513 auch der Bundschuh zu Lehen fiel. Im Verzeichnis der im Bauernkrieg 1525 zerstörten Häuser ist wahrscheinlich das Wasserschloss als Haus der Witwe Balthasar von Blumenecks aufgeführt. Die Nachfolger der Blumenecks, die Familie von Stadion verkauften 1587 das Dorf, Schloss und Burgstall an die Stadt Freiburg für 24000 Gulden. In der Verkaufsurkunde werden auch die Gräben, Weiher und ein Fron und Schutzhof mit neu gebauten steinernen Behausungen erwähnt, dieser Hof existiert heute noch und ist als Hof zu tutsch bekannt. Nach dem Verkauf 1587 an die Stadt wurde das Dorf von der Stadt verwaltet. Das Weiherschlösschen wird im Häuserverzeichnis von 1863 als unbewohnbar und als Hochhaus bezeichnet. Nach der Instandsetzung war es die Unterkunft des städtischen Jägers in Lehen. Das Lehener Schlösschen wurde 1870 an einen Privatmann verkauft und ist auch heute noch bewohnt und in Privatbesitz.

## Beschreibung
Auf den ersten Blick wirkt es durch die Fenstergewände, das Vollwalmdach und seine drei Fensterachsen wie ein barockes Gebäude. Das dreigeschossige Gebäude mit seinem turmartigen Aufbau lässt aber auf eine deutlich ältere Bausubstanz schließen. Ein weiterer Hinweis darauf ist, dass der östliche Gebäudeteil massiver gebaut ist etwa so, wie es für einen Turm mit der Größe von 10 × 10 Meter nötig wäre. Über der Tür ist ein Bindenschild zu sehen, welches die Wappen von Freiburg und Vorderösterreich zeigt.
Die Befestigung bestand in der Anlage als Tief- bzw. Wasserburg. Das Wasser eines Dreisamarms umfloss das Herrenhaus, welches wahrscheinlich auf einer kleinen Insel als Ausläufer des Lehener Bergles leicht erhöht stand. Der Zugang zu dieser Anlage, die mit einer geschlossenen Mauer umgeben war, erfolgte über eine Brücke an der Nordseite.